# Autoportraits de Goya

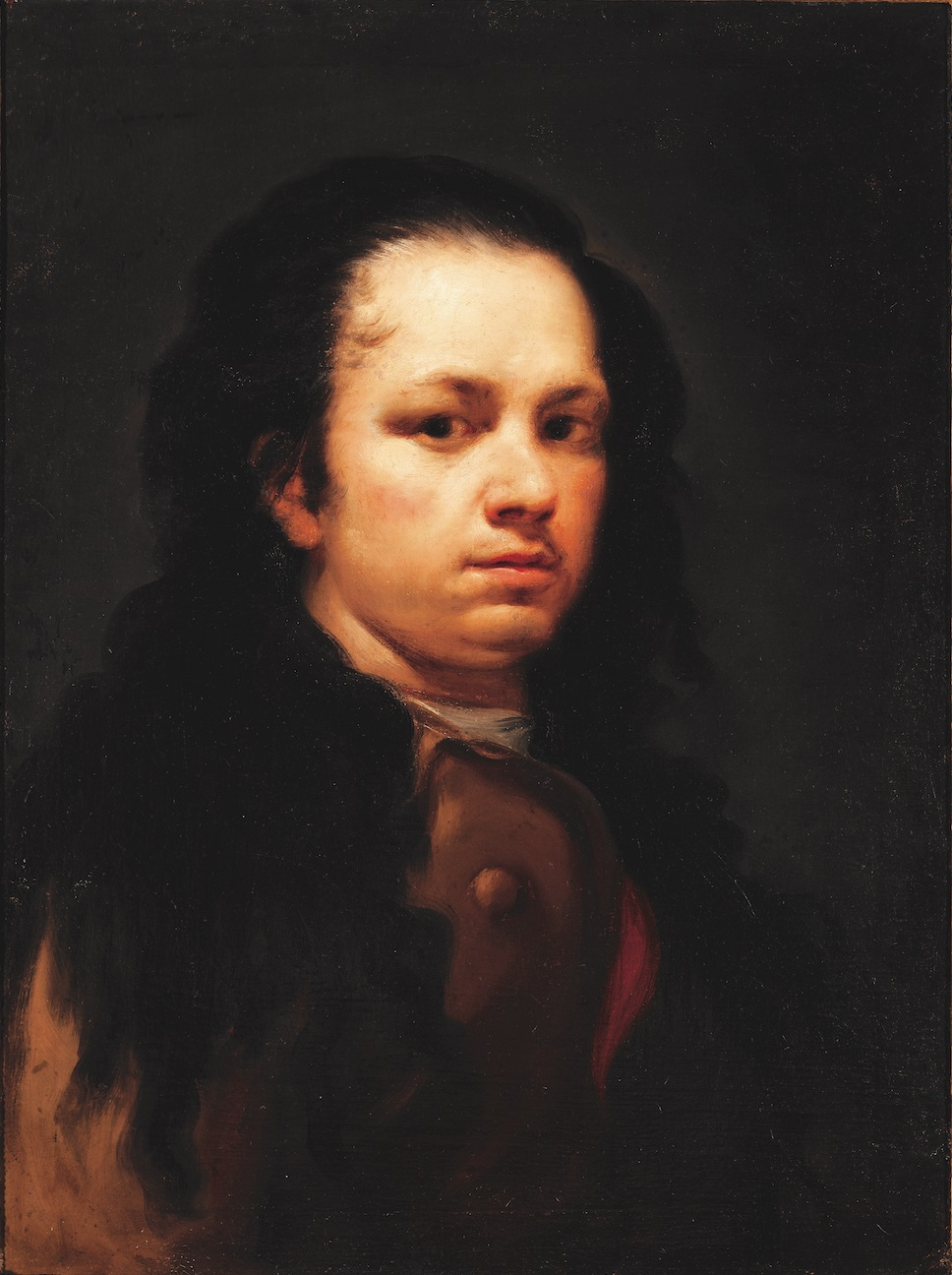
Autoportrait (c. 1775), Collection privée. C'est le premier autoportrait connu de Goya.

Francisco de Goya a réalisé de nombreux autoportraits à partir desquels on peut étudier l'évolution son aspect physique et de certains aspects de sa personne. Il en réalisa à base d'huiles, de dessins, en buste, de corps entier et se représenta à de nombreuses occasions au sein d'un groupe,,.

## Les années 1770

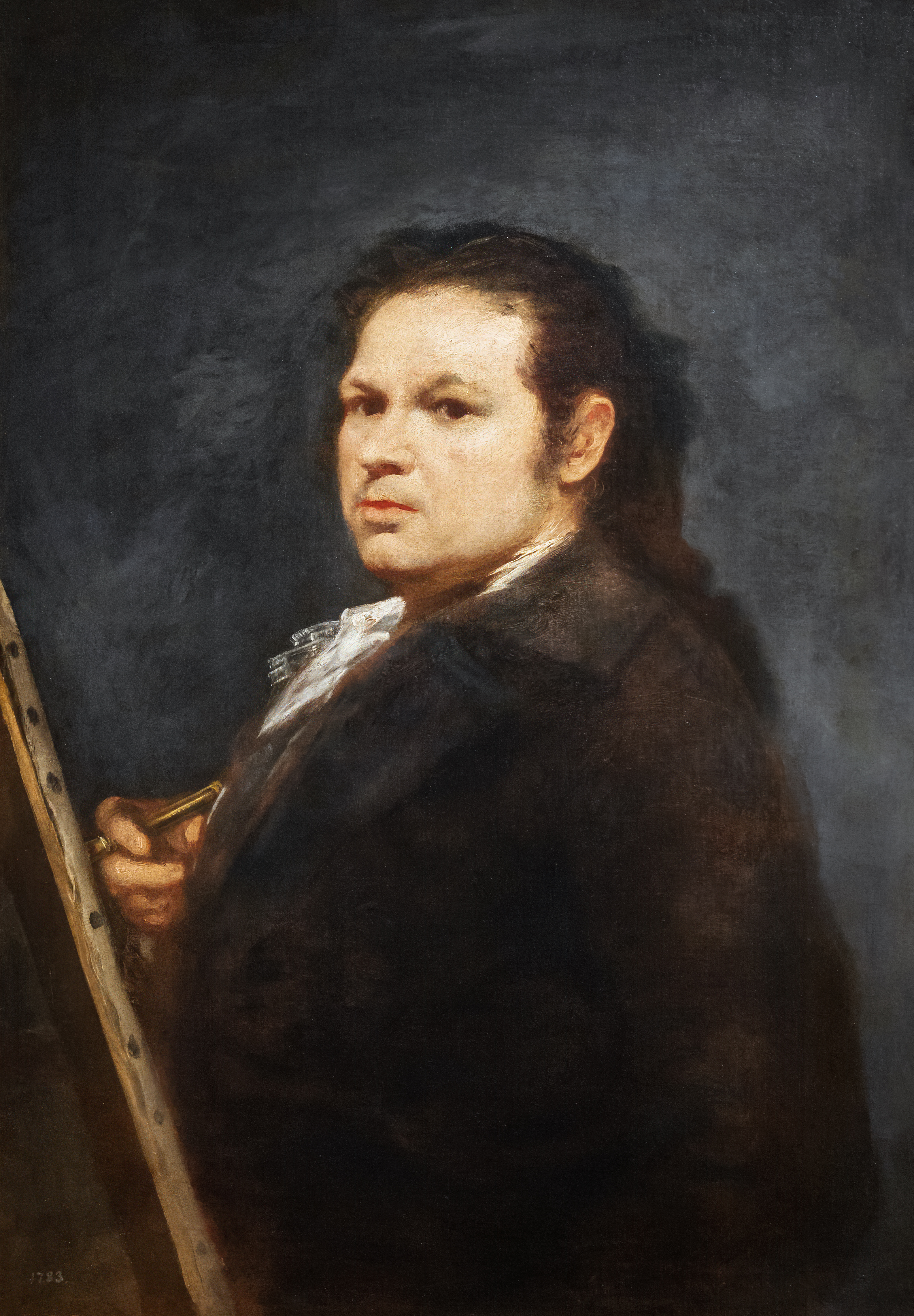
Autoportrait (1783), Musée d'Agen, France

Le premier autoportrait connu de Goya a été réalisé vers 1775 (huile sur toile, 59,6 x 44,6 cm, collection Fondation Ibercaja) vraisemblablement à son arrivée à Madrid,,. Le tableau est réalisé après son retour d'Italie en 1770. Juan José Luna propose une datation antérieure et envisage un portrait fait avant son voyage pour sa famille. Il apparaît avec une longue chevelure, évoquant vraisemblablement les portraits des maîtres baroques, avec une attitude ferme, sûr de lui avec un fond de rébellion à en juger par la chevelure lâche qu'il lui tombe jusqu'aux épaules. Peint méticuleusement, son visage arrondi ressort, le nez un peu gros et retroussé, bien que de noble prestance. On note dans cette œuvre l'influence d'Antón Rafael Mengs, à la fois dans l'application de la peinture que dans la ressemblance de cette toile avec un autoportrait de Mengs réalisé vers 1773,.

## Décennie de 1780
Il fallut attendre la décennie 1780 pour trouver un nouveau portrait de l'artiste .Il se représente cette fois le corps de profil en peignant une grande toile, le regard dirigé vers le spectateur. Il ne porte aucun des attributs liés à sa charge de peintre du Roi, son visage est tourné vers le motif qu'il peint, il nous donne ici une image avec un léger raccourci. Le coup de pinceau est ici il plus relâche, Goya apparaît à l'intérieur, habillé avec un vêtement confortable, annonçant son interprétation du portrait bourgeois de ces années.
A la même époque, Goya réalise les peintures d'une des chapelles de San Francisco le Grand, Prédication de San Bernard de Sienne, où il se peint. Il réaffirme sa personnalité dans l'une des œuvres les plus ambitieuses. Il se représente également dans le Portrait du Comte de Floridablanca de 1783 et dans la toile représentant la famille de l'infant Louis de Bourbon, l'année suivante. Plus tard, en 1800, il se représente en train de peindre une grande toile à la façon de Vélasquez dans Les Menines : le portrait de la famille de Charles IV.
Il existe un grand nombre de dessin dans lesquels l'artiste se représente. On connaît le buste avec une perruque du Musée de Beaux-Arts de Boston au crayon noir de 1783, celui avec un tricorne (c.1790) exposé que Musée d'Art moderne de New York, et un autre autour de 1800, à l'encre de Chine. Ce dernier portrait très intense a été très commenté. Son visage est de face, les traits froncés, avec une chevelure en méduse, unie à la barbe par des favoris et faisant le tour du visage. Ce dessin a été interprété comme pleinement romantique et il possède de curieuses similitudes avec les dessins du surréaliste  Antonin Artaud après la Seconde Guerre mondiale.

## Décennie de 1790
De 1797 à 1799 Goya travailla sur la série Los Caprichos. Pour sa couverture, il hésita entre deux dessins contenant des autoportraits. Il pensa dans un premier temps utiliser celle qui devint l'estampe n.º 43, «El sueño de la razón produce monstros », duquel un des dessins préparatoires (c.1797) représente l'artiste affaissé sur une table et entouré de cauchemars constitués clairement de son propre visage. Finalement, il décida de débuter ses Caprices par son autoportrait « Francisco Goya y Lucientes, Pintor », avec un chapeau haut de forme, décrit à l'époque comme un geste satirique, annonçant l'intention de cette série. On conserve également une ébauche en buste complet. Dans un autre brouillon préalable à Sueño de la mentira y de la inconstancia, estampe destinée aux Caprices mais qui ne fut pas incluse dans la série, l'un des protagonistes est une femme aux traits de la duchesse d'Alba, lui apparaît avec deux visages, comme Janus bifronts, ce qui laisse penser à un dépit amoureux de l'artiste.

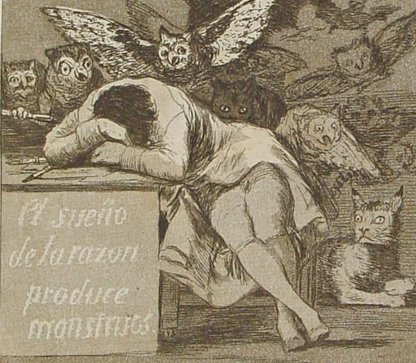
Détail de l'autoportrait de Goya du Capricho nº43.
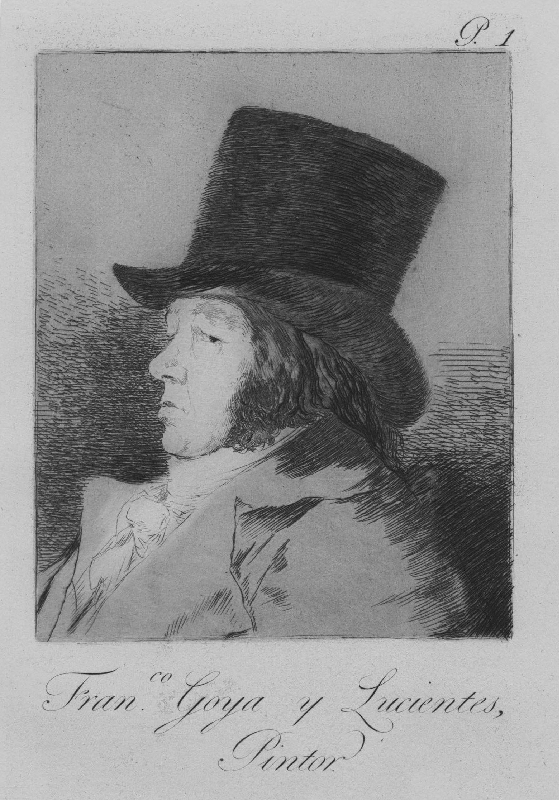
Francisco Goya y Lucientes, Pintor

Un minuscule portrait à l'huile sur toile (18 x 12 cm), peint vers 1795,fut conçu, selon toute vraisemblance, comme un cadeau à la duchesse d'Alba. Il est similaires au très commenté dessin à l'eau forte de 1800. Il est resté en possession des héritiers jusqu'à sa vente aux enchères en 1989 Goya est représenté sur un fond neutre gris, assis devant une toile, regardant ce qui semble être son modèle, habillé à la dernière mode, notable ici par un grand foulard blanc autour du cou,. Le tableau a été acquis par le Musée National du Prado en 1995.
Un petit portrait de corps entier conservé dans l'Académie de San Fernando et peint entre 1790 et 1795 est très important. Il s'agit de  l'autoportrait dans l'atelier. L'artiste est de profil, à contre-jour, il porte un étrange chapeau sur lequel se trouvent des chandeliers, ce qui suppose qu'il peignait de nuit. Il nous parle de son activité intellectuelle — la lumière est soulignée par une petite table pour écrire — et de son goût pour les activités éloignées de ses charges officielles. À cette époque, il avait renoncé à son travail comme peintre de tapisseries, alléguant des problèmes de santé, mais ce tableau nous le montre actif —comme le montre aussi sa biographie à cette époque— et jouissant de la peinture éloignée de ses travaux officiels.
Il existe encore deux autoportraits à l'huile très ressemblants entre eux, il semble qu'il y porte les mêmes vêtements, en buste court, avec des lunettes. Ils se trouvent au Musée Goya de Castres et au Musée Bonnat de Bayonne. Il est possible que le second d'entre eux soit l'ébauche du premier. Il porte un habit bourgeois de velours de même style que ceux de ses amis des Lumières Jovellanos et Saavedra.

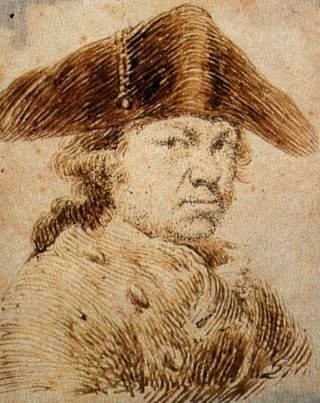
Autoportrait avec un tricorne (c. 1790) A la plume & sépia, collection Lehman, New York
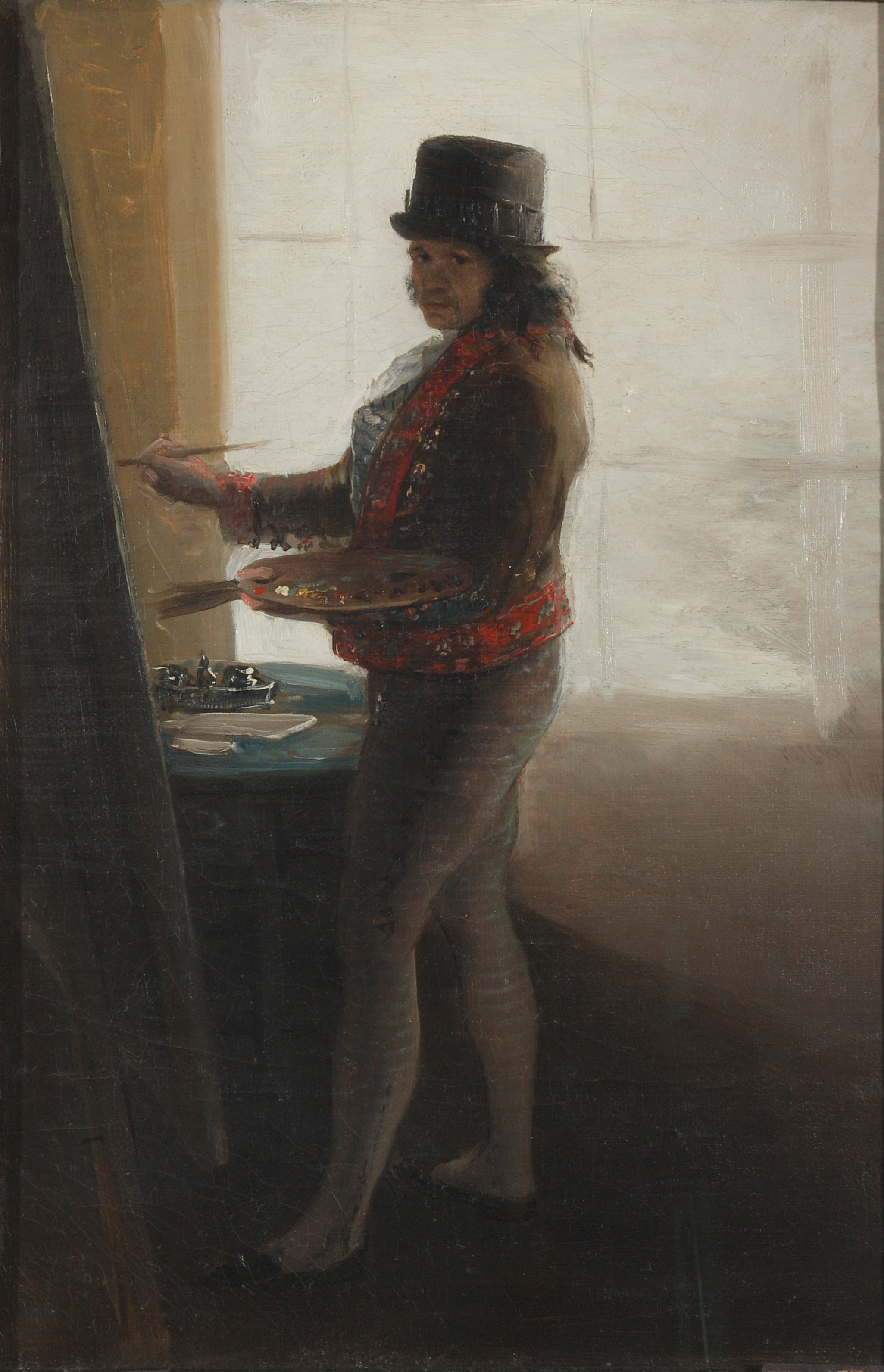
Autoportrait dans l'atelier (1790-1795), Académie royale des beaux-arts Saint-Ferdinand
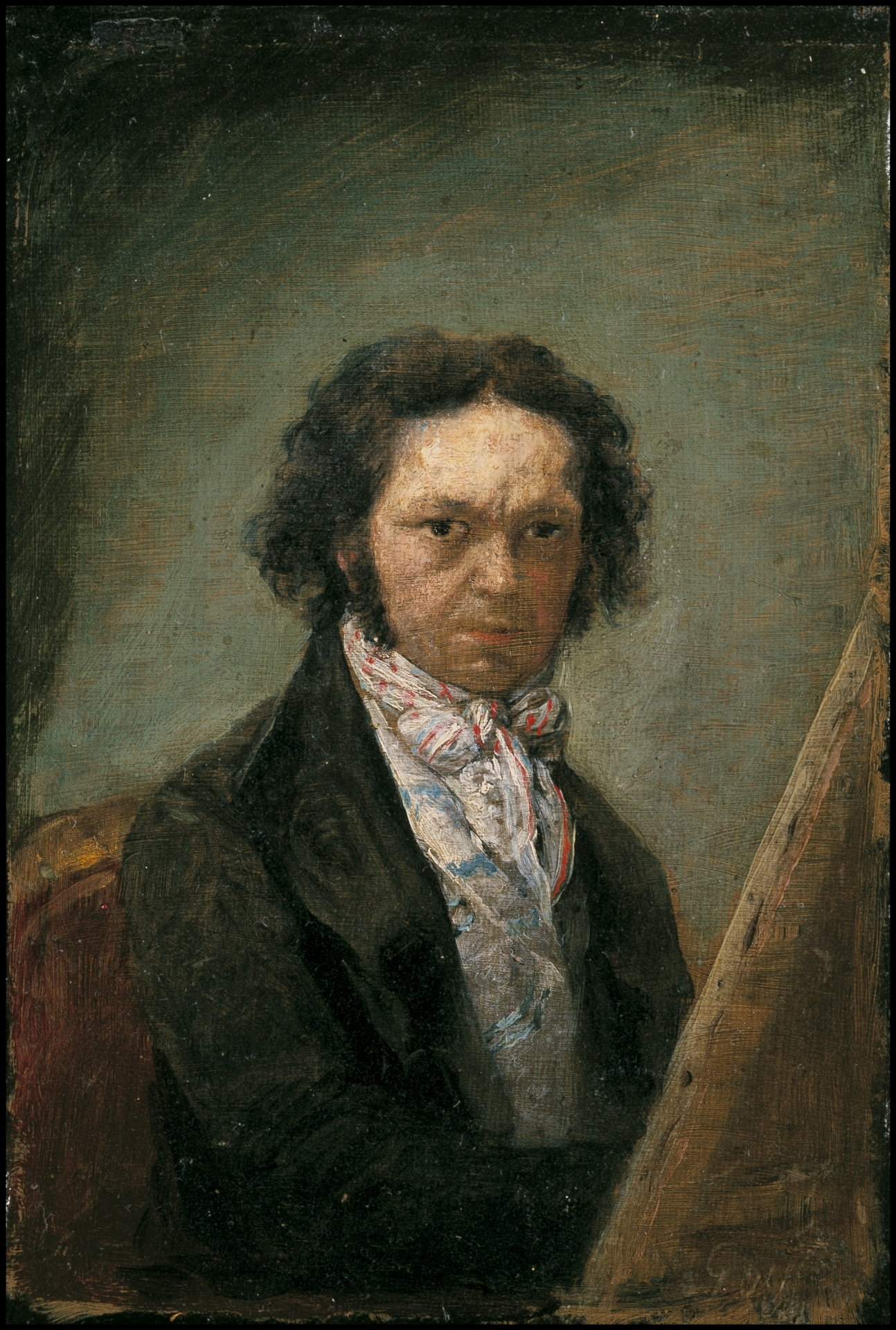
Autoportrait (1795), Musée du Prado
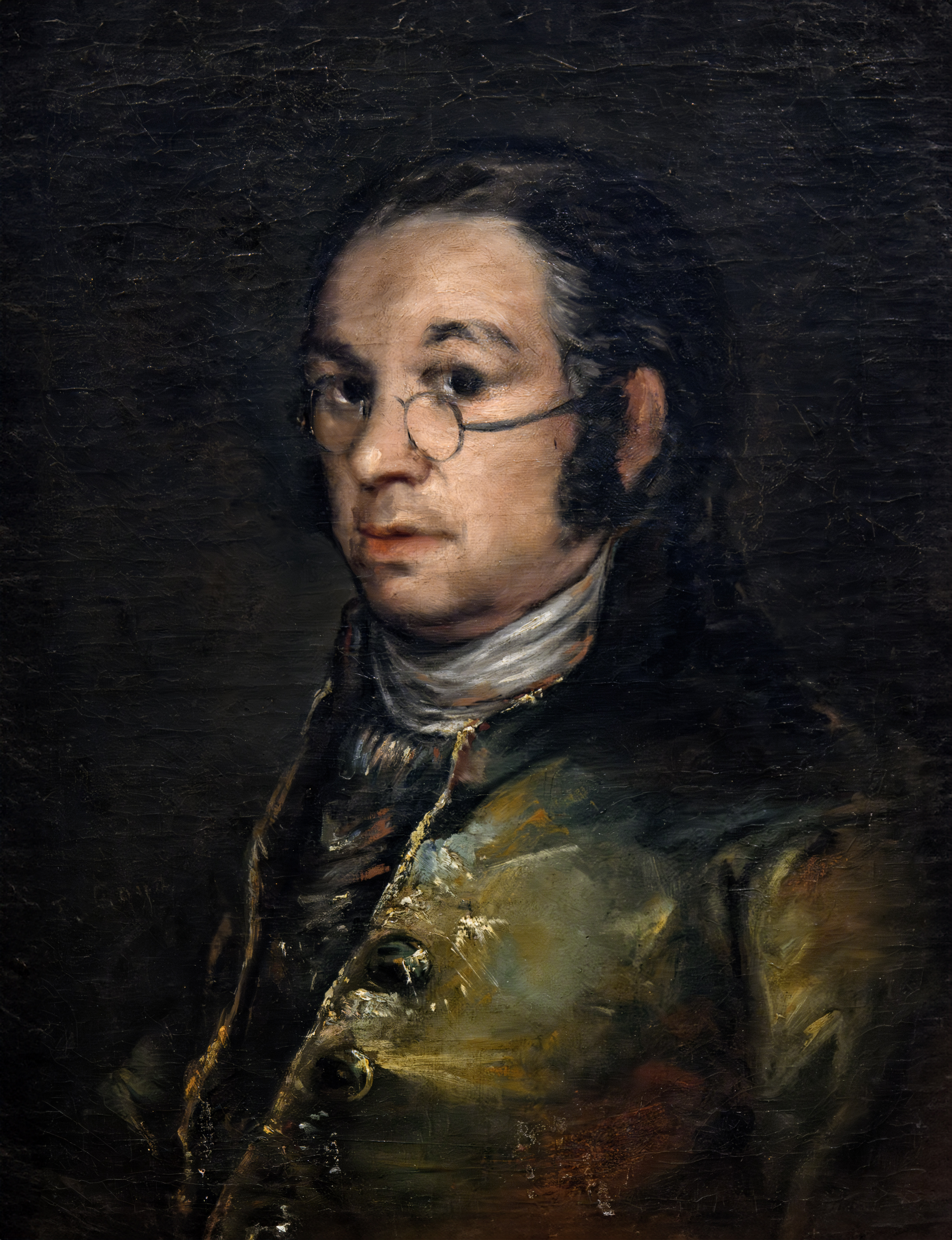
Autoportrait aux lunettes (c. 1797-1800)  Musée Goya de Castres

## Décennie de 1810
Des deux autoportraits presque identiques réalisés en 1815, l'un a été donné par Javier Goya à l'Académie de San Fernando en 1829. Goya se représente avec un léger sourire et il semble plus jeune et moins fatigué que sur la toile du Prado. Une autre différence entre les toiles : dans la seconde, l'artiste semble s'incliner plus vers sa droite pour regarder par-dessus un chevalet.
Le second, se trouve au Musée du Prado. Il se trouvait probablement à la Quinta del Sordo, puisqu'il figure au recensement d'Antonio de Brugada de 1834; il fut acquis par le musée en 1866 auprès du Musée de la Trinité. Dans cette toile il se représente habillé de son tablier de peintre de velours rouge sombre et en chemise blanche. Il signe sur la peinture encore fraîche.

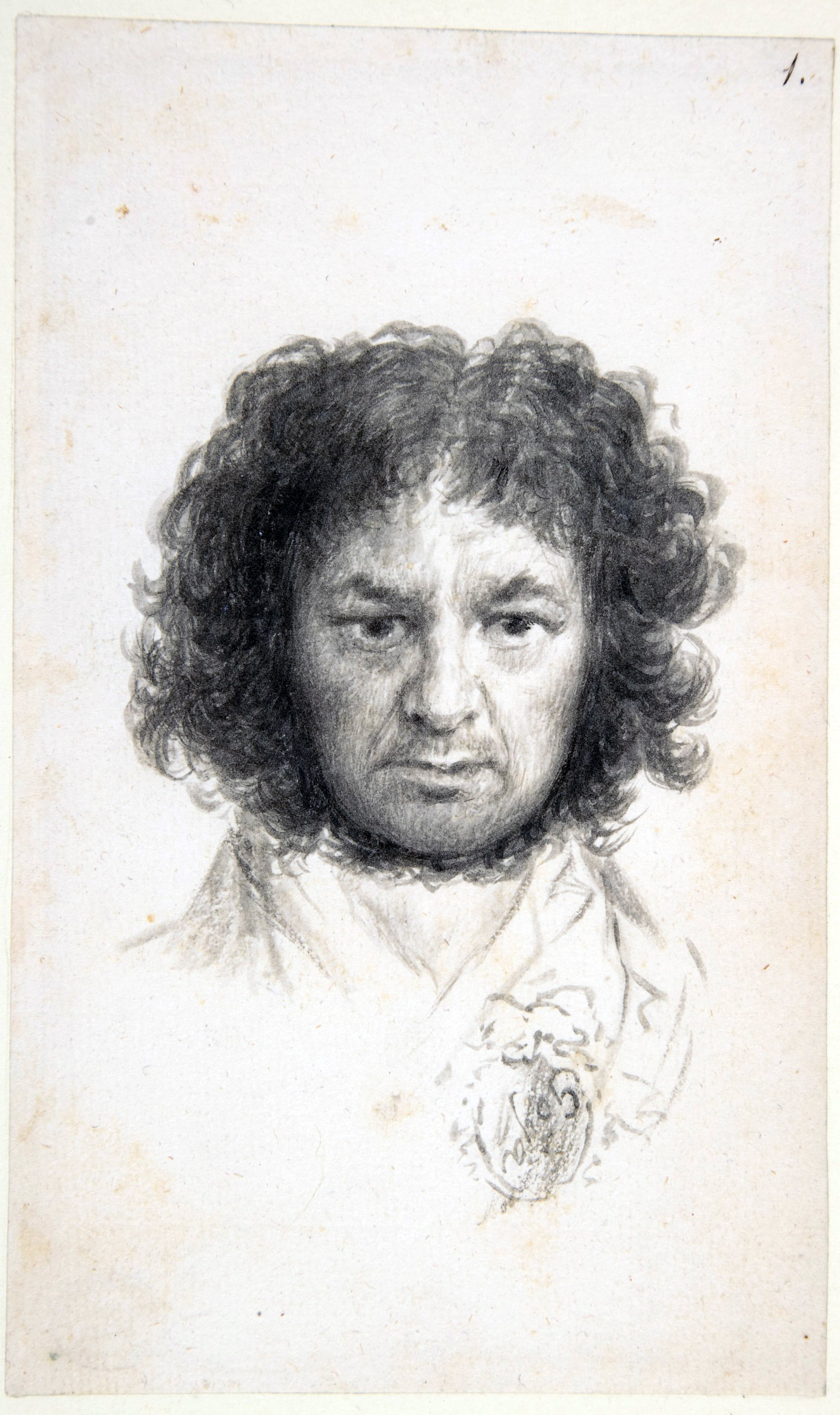
Autoportrait (c. 1800), Musée Métropolitain d'Art, New York.
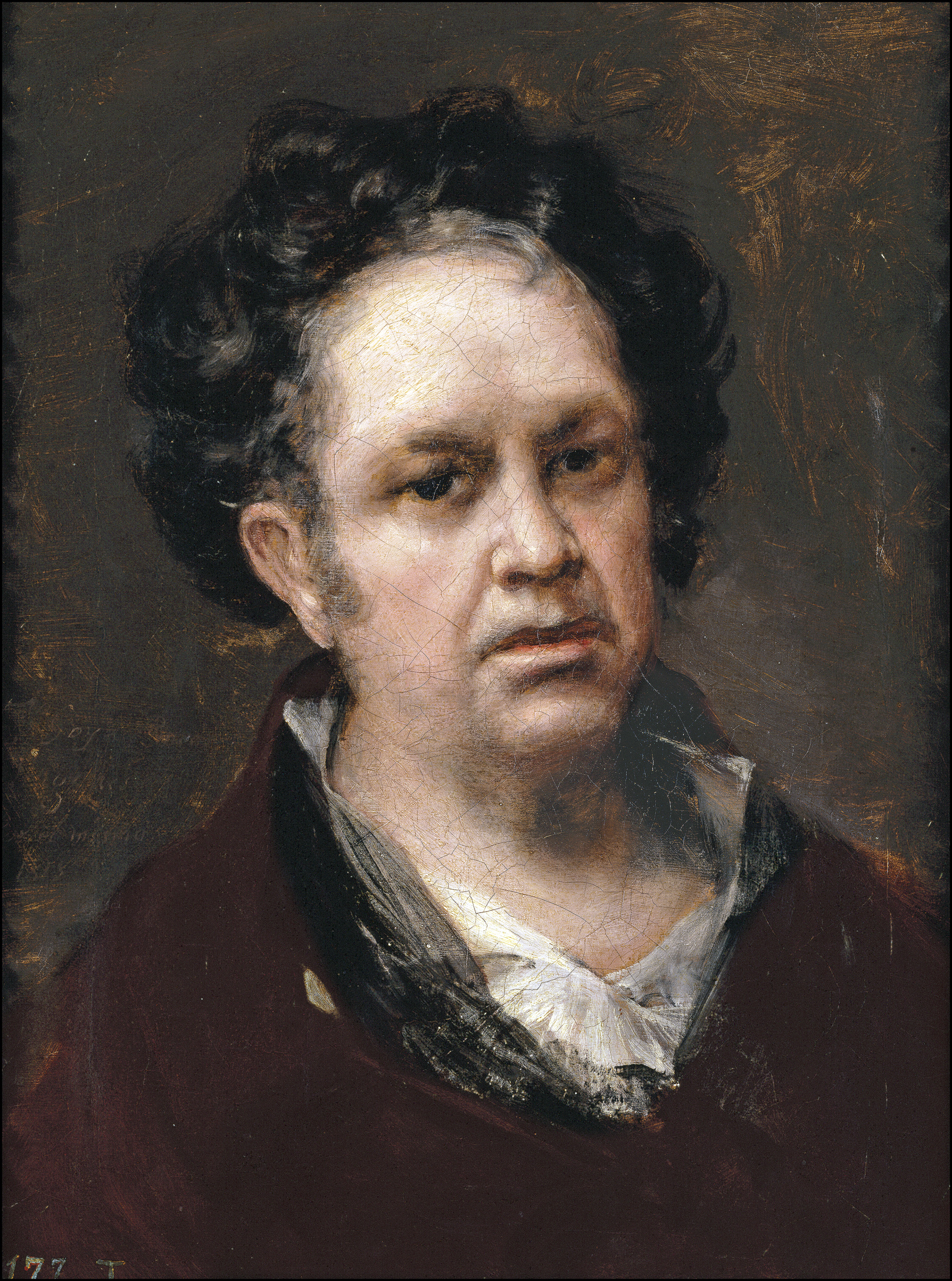
Autoportrait de 1815.

## Décennie de 1820
Le portrait « Goya à son médecin Arrista » est un tableau émouvant peint en 1820, qui reflète la grave maladie dont l'artiste souffre à partir de 1819 - peut être le typhus - alors qu'il est soigné par Eugène García Arrieta. Il se représente malade, agonisant, soutenu par l'arrière par le docteur qui lui donne à boire un médicament. Sur un fond sombre, apparaissent à gauche les visages d'une femme que la critique à identifiée comme une représentation des Parques. Dans un encadré en bas de la toile, se trouve un épigraphe, probablement autographe, où l'on peut lire :
« Goya agradecido, á su amigo Arrieta: por el acierto y esmero con qe le salvo la vida en su aguda y
peligrosa enfermedad, padecida á fines del año 1819, a los setenta y tres de su edad. Lo pintó en 1820. »
« Goya reconnaissant, à son ami Arrieta : pour la justesse et l'application avec lesquelles il lui a sauvé la vie dans son intense et
dangereuse maladie, dont il a souffert fin 1819, à l'âge de soixante-treize ans. Il l'a peint en 1820. »
Le dernier portrait de connu de la main de l'artiste est un petit dessin, de 84 mm x 69 mm, réalisé en 1824 à la plume à l'encre brune acquis par le Musée du Prado en 1944. GOya est de profil avec une casquette

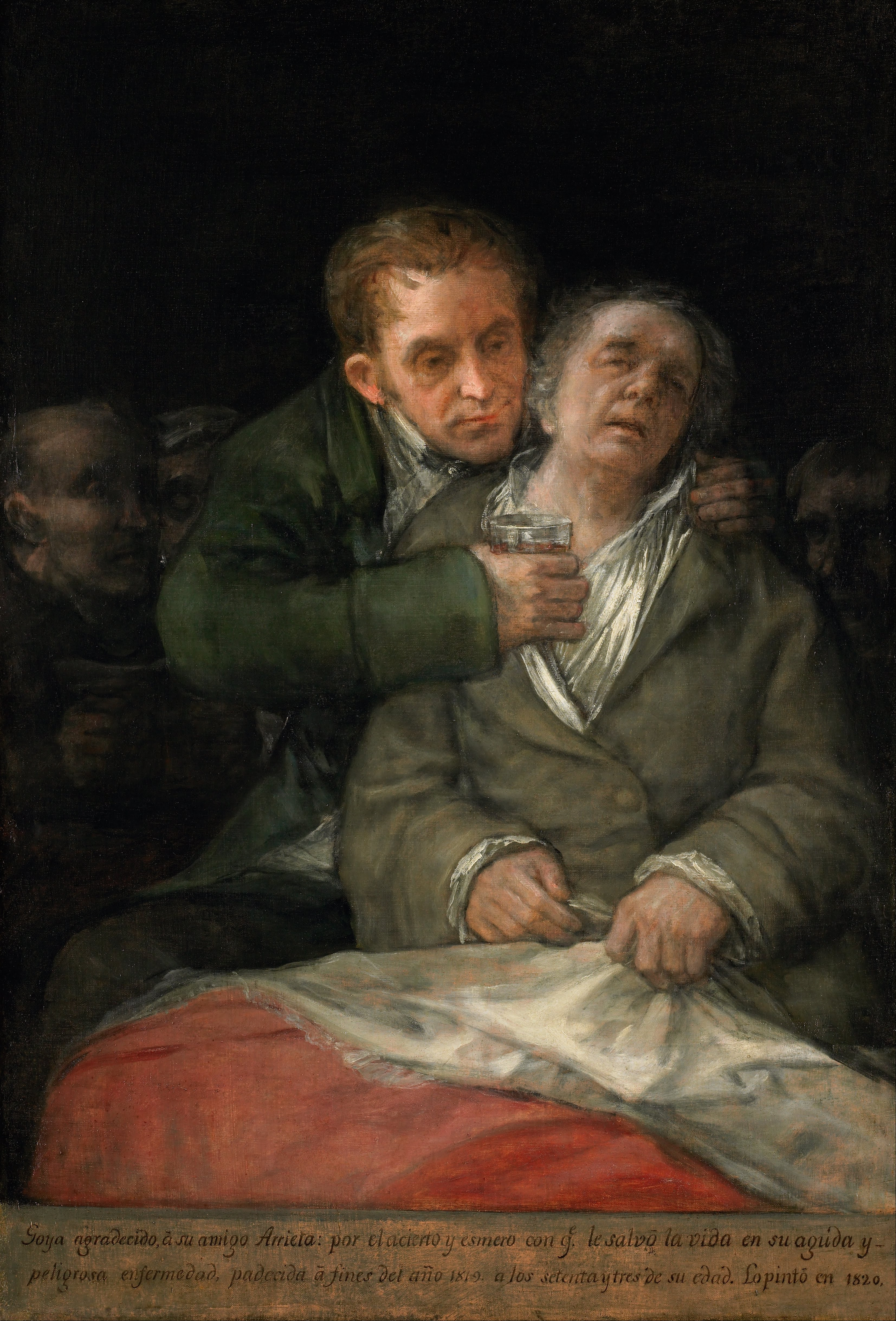
Goya à son médecin Arrieta (1820), Institut d'Art de Mineápolis.
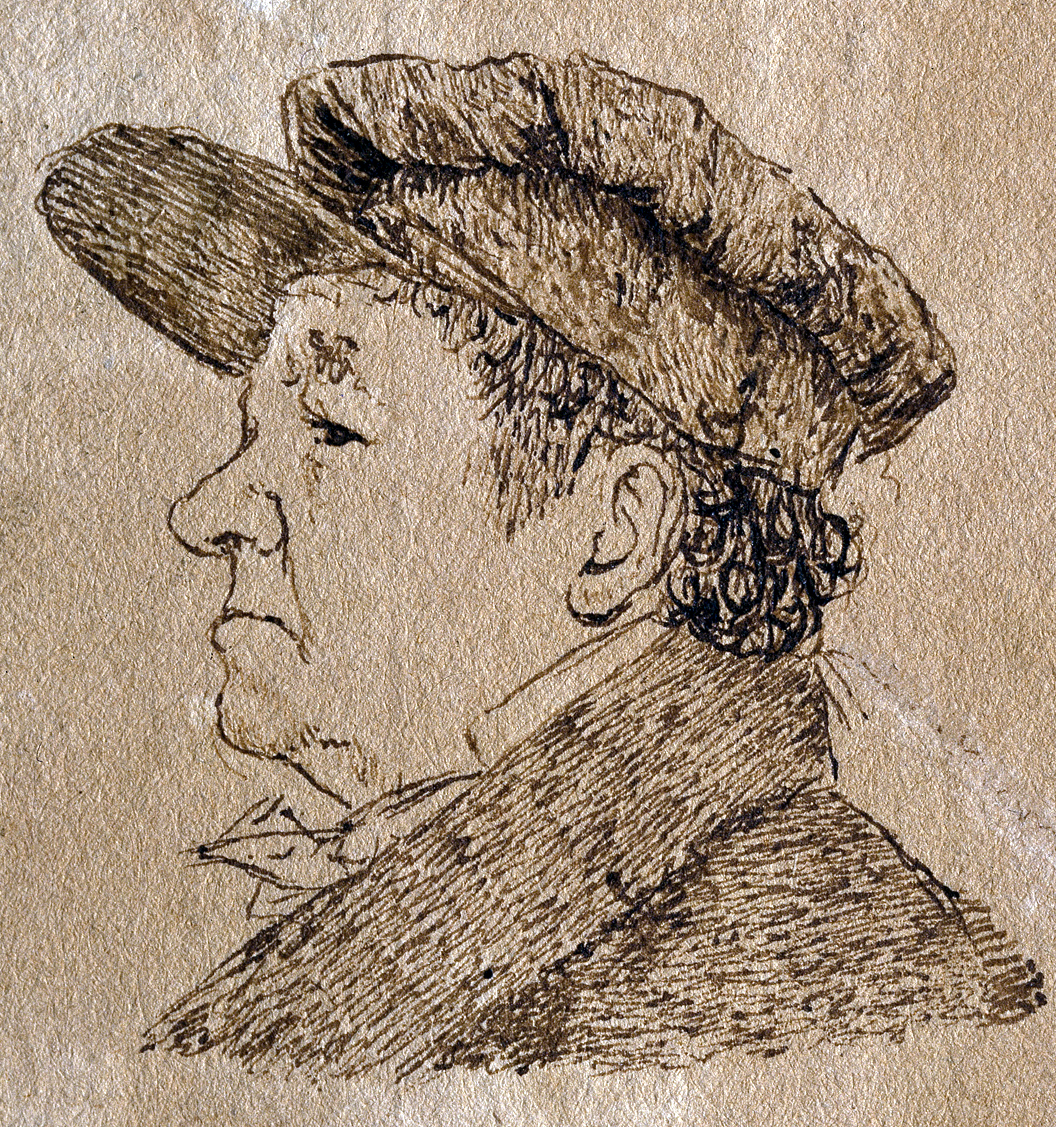
Autoportrait avec une casquette (1824), Musée du Prado. C'est le dernier autoportrait connu de Goya[15].